# Rocksjöån
Rocksjöån, eller Rocksjökanalen, är en å mellan Rocksjön och Munksjön i Jönköping. Den var tidigare Rocksjöns enda utlopp, men på 1930-talet kompletterades Rocksjöån av den grävda Simsholmskanalen för att – tillsammans med inpumpat vatten från Vättern via Liljeholmskanalen – öka genomströmningen av vatten genom de mindre sjöarna Rocksjön och Munksjön till Vättern. Syftet var att öka syresättningen i den kraftigt förorenade Munksjön.
Rocksjöån ligger i så gott som hela sitt lopp inom Rocksjöns naturreservat, som i denna del utgör de sista resterna av det omfattande området med sank- och träskmarker, som låg söder om bebyggelsen på Öster i Jönköping mellan Rocksön och Munksjön.
Ån slingrar sig mellan sjöarna fram till en vägbro på Herkulesvägen, varefter den rinner sista 50 metrarna före utloppet i Munksjön vid Holmen i en grävd kanal.
Sträckan mellan utloppet i Rocksjön till mynningen i Munksjön är flygvägen omkring 700 meter. Omgivande marker var på 1700-talet sankmarker, vilka efter hand har fyllts ut. Något norr om ån anlades på 1900-talet en soptipp, som sedan början av 2000-talet genomgår en omvandling till parken Kålgårdsparken. Något söder om ån anlades efter markutfyllnad Jönköpings gamla flygfält.

## Bildgalleri

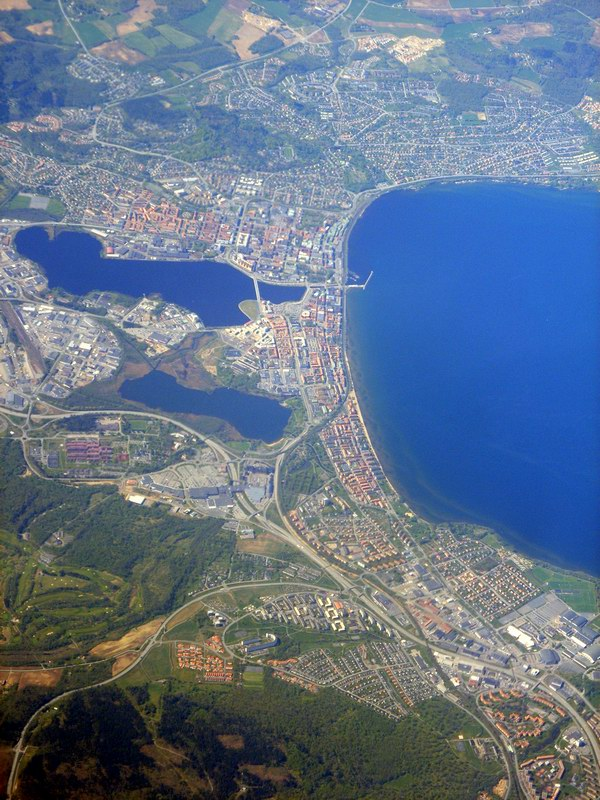
Flygbild från öster. Rocksjöån flyter i den högra gröna remsan mellan småsjöarna.
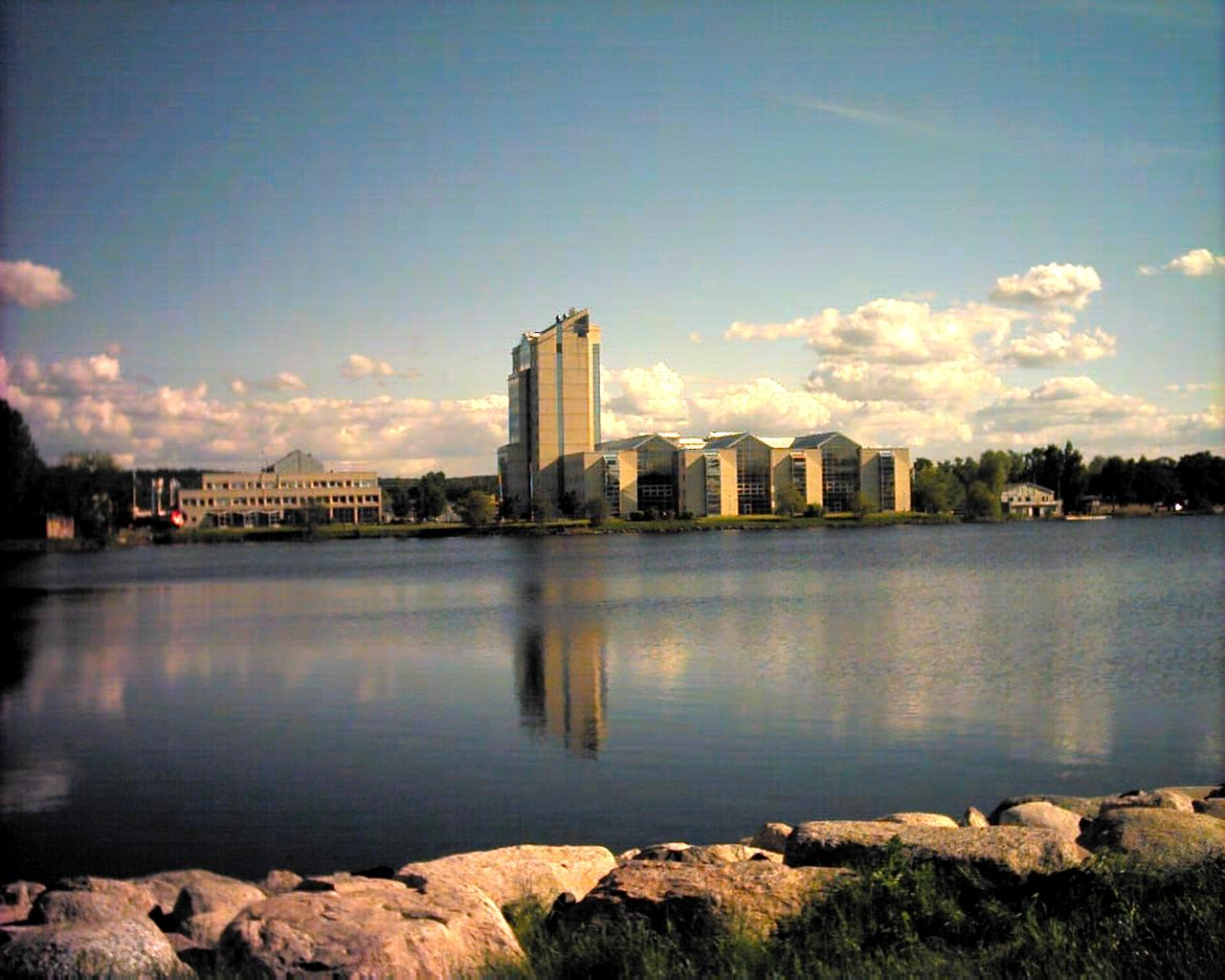
Rocksjöåns mynning ligger strax till vänster om höghuset på Holmen.
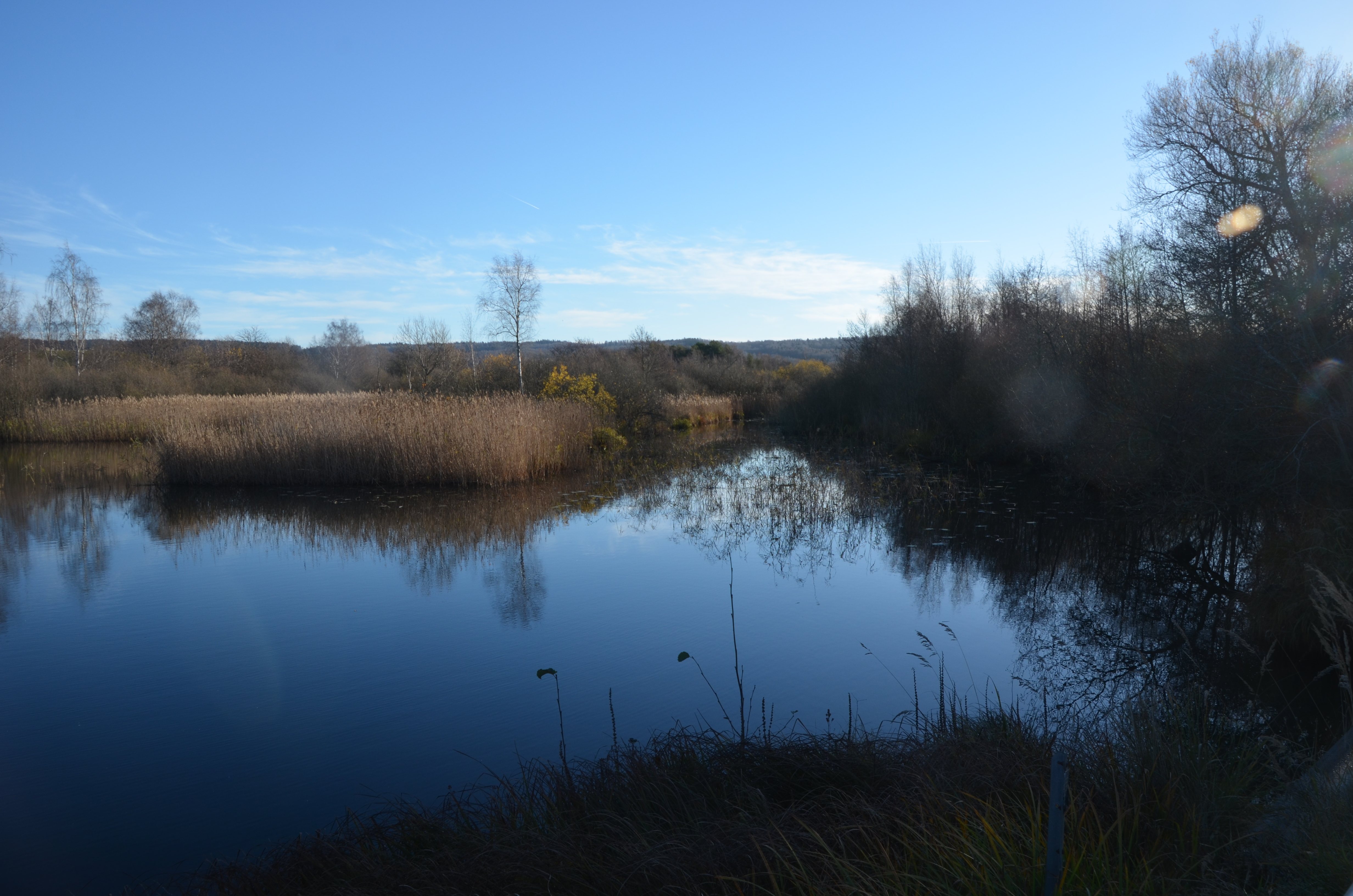
Rocksjöån öster om Kämpevägen
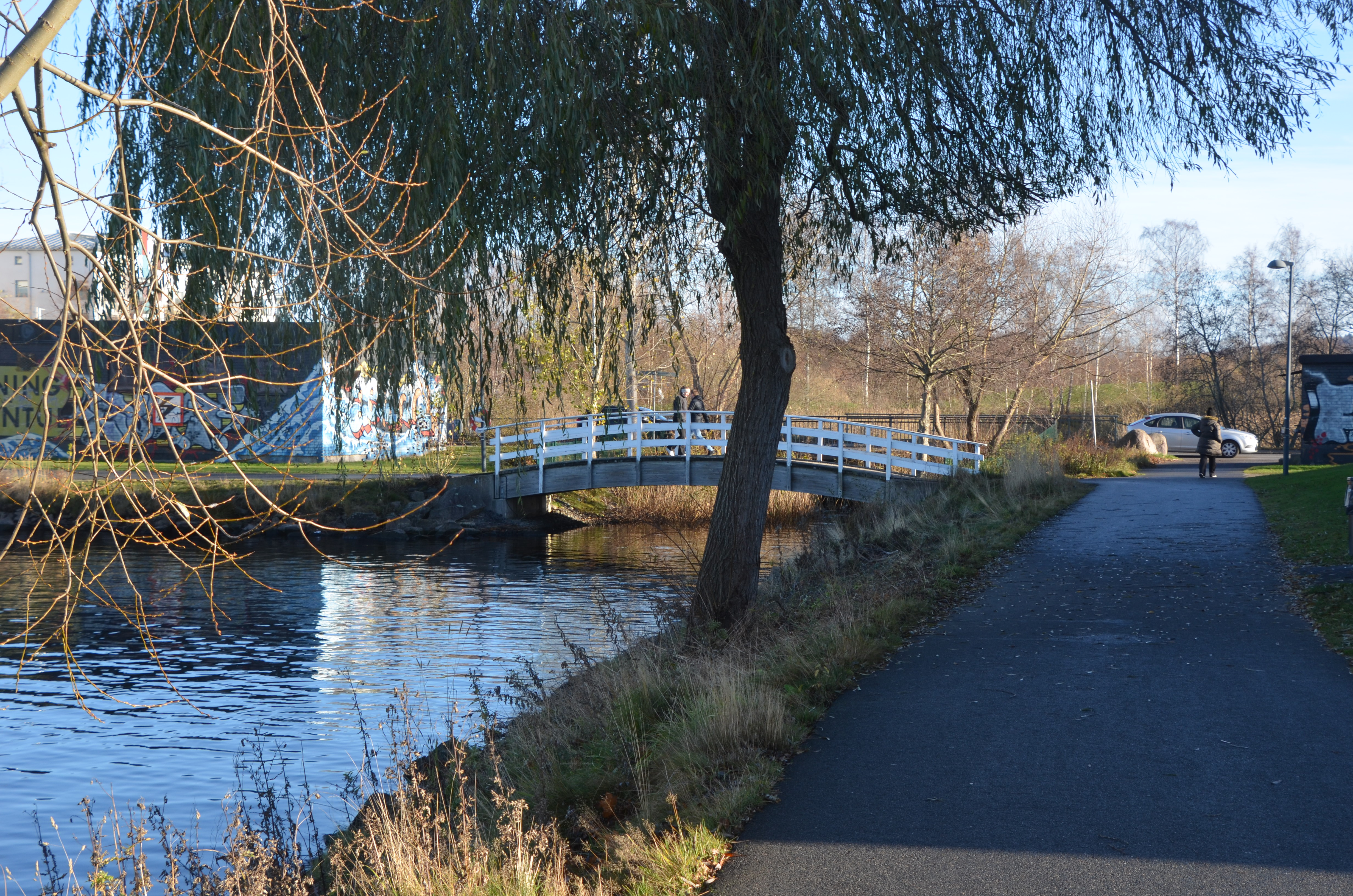
Rocksjöåns mynning i Munksjön vid Kämpevägen